# Liste der Monuments historiques in Painblanc
Die Liste der Monuments historiques in Painblanc führt die Monuments historiques in der französischen Gemeinde Painblanc auf.

## Liste der Objekte
| Bezeichnung     | Beschreibung               | Standort                       | Kennzeichnung | Schutzstatus | Datum | Bild |
| --------------- | -------------------------- | ------------------------------ | ------------- | ------------ | ----- | ---- |
| Taufbecken      | Kalkstein, 11. Jahrhundert | in der Kirche St-Pierre (Lage) | PM21001705    | Classé       | 1931  |      |
| Skulptur Petrus | Kalkstein, 15. Jahrhundert | in der Kirche St-Pierre (Lage) | PM21001706    | Classé       | 1960  |      |